# Diócesis de Yan'an
La diócesis de Yan'an o de Yenan (en latín: Dioecesis Iennganensis y en chino: 天主教延安教区) es una circunscripción eclesiástica de la Iglesia católica en China. Se trata de una diócesis latina, sufragánea de la arquidiócesis de Xi'an. Desde el 25 de marzo de 2011 su obispo es John Baptist Yang Xiaoting, aunque para el Anuario Pontificio es sede vacante desde el 16 de febrero de 1972. En 1990 la Asociación Patriótica Católica China transfirió parte de la diócesis de Ningxia a la diócesis de Yan'an, que fue renombrada diócesis de Yulin, sin asentimiento de la Santa Sede.

## Territorio y organización
La diócesis extiende su jurisdicción sobre los fieles católicos de rito latino residentes en parte de la provincia de Shaanxi.
La sede de la diócesis se encontraba en la ciudad prefectura de Yan'an, en donde se hallaba la catedral (en la aldea de Qiaogou), que fue secularizada como un edificio conmemorativo revolucionario debido a que el 9 de abril de 1936 fue el lugar de la reunión secreta entre Zhou Enlai y Zhang Xueliang. Una nueva catedral fue construida en Yulin.

## Historia
El vicariato apostólico de Shensi Septentrional fue erecto el 12 de abril de 1911 mediante el breve Non sine magno del papa Pío X, obteniendo el territorio del vicariato apostólico homónimo, que a la vez asumió el nombre de vicariato apostólico de Shensi Central (hoy arquidiócesis de Xi'an).
El 3 de diciembre de 1924 tomó el nombre de vicariato apostólico de Yenanfu mediante el decreto Vicarii et Praefecti de la Congregación de Propaganda Fide.
En octubre de 1935 la Larga Marcha comunista finalizó ocupando Yan'an, solo quedaron unos pocos sacerdotes para servir en otras partes del vicariato apostólico y el trabajo misionero casi se detuvo.
El 11 de abril de 1946 el vicariato apostólico fue elevado a diócesis con la bula Quotidie Nos del papa Pío XII.
En marzo de 1947 el Kuomintang recuperó Yan'an, pero en abril de 1948 el Partido Comunista de China la recapturó, se impuso en la guerra civil y proclamó la República Popular China el 1 de octubre de 1949. El 4 de septiembre de 1951 China comunista expulsó al nuncio apostólico Antonio Riberi y la Santa Sede continuó reconociendo a la República de China en Taiwán como el legítimo gobierno chino. Todos los misioneros extranjeros fueron expulsados de China comunista en 1952.
La Asociación Patriótica Católica China fue creada con el apoyo de la Oficina de Asuntos Religiosos de la República Popular de China en 1957, con el objetivo de controlar las actividades de los católicos en China. Su nombre público es Iglesia católica china y es referida como la "Iglesia oficial" en contraposición a la "Iglesia subterránea" o "Iglesia clandestina" leal a la Santa Sede.
En el período de 1966 a 1976 la Revolución Cultural se ensañó especialmente contra la religión, destruyéndose numerosas iglesias y cesaron todas las actividades religiosas en la diócesis. La diócesis reasumió sus actividades en la década de 1980.
En 1990 la Asociación Patriótica Católica China transfirió Dingbian, Jingbian y Anbian de la diócesis de Ningxia a la diócesis de Yan'an, que fue renombrada diócesis de Yulin, sin asentimiento de la Santa Sede.
En 2006 fue obispo de la diócesis Francis Tong Hui, que había sido consagrado obispo coadjutor en 1992 y sucedió a Joseph Wang Zhen-ye como obispo diocesano en diciembre de 1999. El 10 de julio de 2010 la diócesis contó con un nuevo coadjutor en la persona de Juan Bautista Yang Xiaoting, que sucedió a Tong Hui como obispo diocesano el 25 de marzo de 2011.
El 22 de septiembre de 2018 se firmó en Pekín el Acuerdo provisional entre la Santa Sede y la República Popular de China sobre el nombramiento de los obispos. El 22 de octubre de 2020 el acuerdo fue prorrogado por otros dos años y en octubre de 2022 por otros dos años más.
Debido a la situación particular de la Iglesia católica en China, la Santa Sede no nombra obispos para las diócesis chinas, que son sedes oficialmente vacantes incluso en presencia de obispos reconocidos por Roma.

## Estadísticas
Según la Agencia Fides, la diócesis «che si estende su un'area di oltre 80.000 km² nelle campagne del nord dello Shaanxi, conta circa 50.000 fedeli, 20 sacerdoti, una decina di seminaristi e 24 religiose appartenenti alle due Congregazioni delle Suore Missionarie di Nostra Signora della Cina e delle Missionarie di Maria. Vi sono 20 chiese, una ventina di altri luoghi di culto».

## Episcopologio
- Celestino Ibáñez y Aparicio, O.F.M. † (12 de abril de 1911-13 de enero de 1949 retirado)
- Pacific Ly-Hsüan-te, O.F.M. † (13 de diciembre de 1951-16 de febrero de 1972 falleció)
  - Sede vacante
  - Joseph Wang Zhen-ye † (17 de noviembre de 1991 consagrado-17 de diciembre de 1999 falleció)
  - Francis Tong Hui † (17 de diciembre de 1999 por sucesión-25 de marzo de 2011 retirado)
  - John Baptist Yang Xiaoting, por sucesión el 25 de marzo de 2011